# Weidelüfter

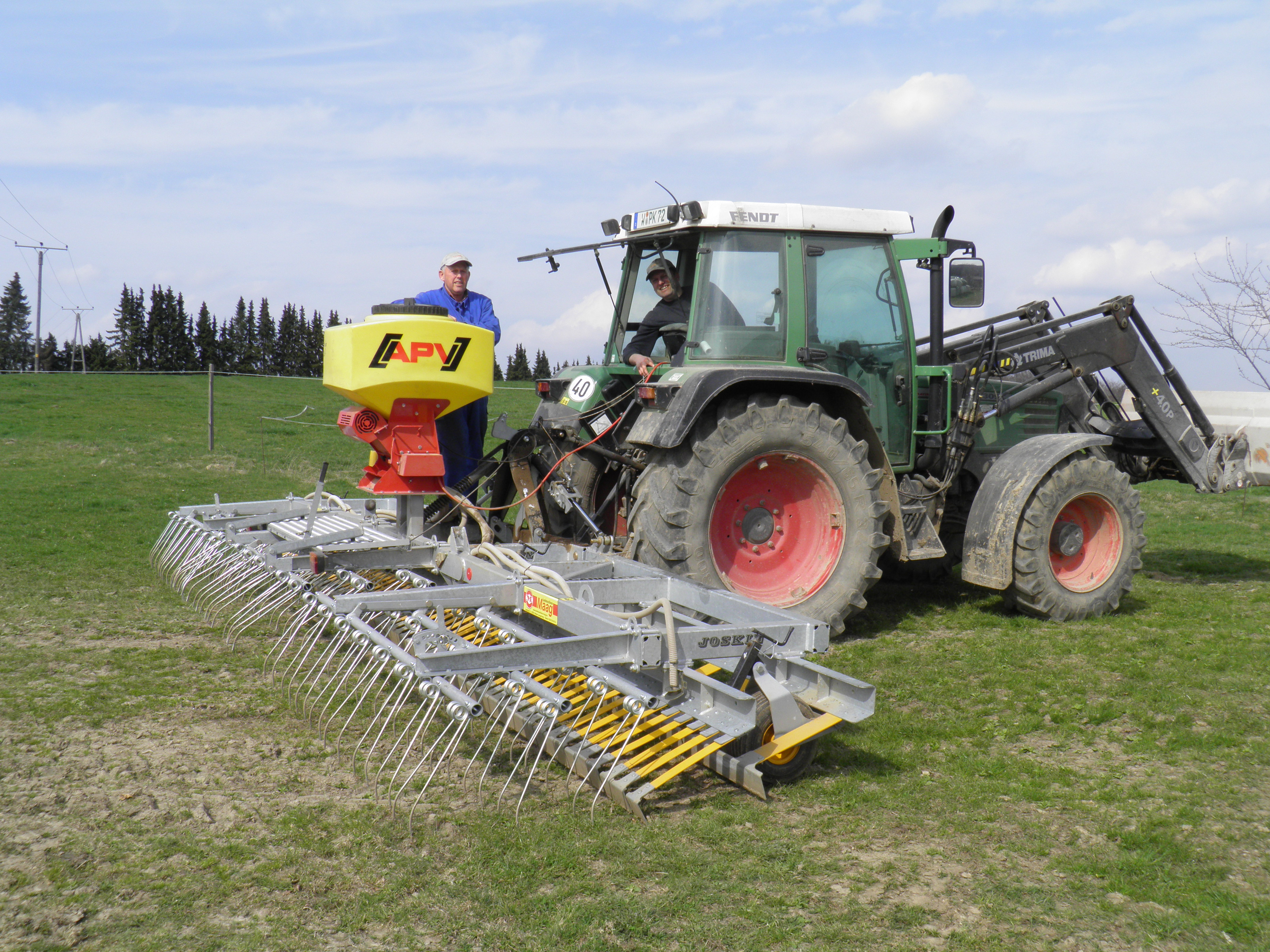
Weidelüfter

Ein Weidelüfter ist ein modernes, voluminöses landwirtschaftliches Zusatzgerät aus Metall und Kunststoff zum Anbringen am Traktor, mit dem es fest verbunden wird und von dem es den Antrieb bekommt.
Die Maschine hat lange Seitenarme, die während der Fahrt zum Einsatzort nach oben geklappt sind und dann auf der Weide mechanisch abgesenkt werden.
Die gesamte Bearbeitungsfläche ist dadurch bei modernen Modellen bis zu 7,20 Meter breit und die Belüftung großer Nutzflächen erfolgt rasch und sehr rationell.
Es werden in einem Arbeitsgang sämtliche Maulwurfshügel und andere Erdaufwürfe eingeebnet, danach mit Luftdruck aus dem angeschlossenen Samenbehälter kleine Portionen Grassamen heraus geblasen, diese mittels vibrierender Striegel verteilt und in den Boden eingebracht. Die Grasnarbe wird durch die gezielte Bearbeitung dichter und gleichzeitig verhindert die Maßnahme, dass bei Niederschlägen Erdreich sowie Gülle weggeschwemmt werden. Vor allem für Landwirte im Einzugsbereich von Talsperren bedeutet der Einsatz des Gerätes einen Beitrag zur Verbesserung der Trinkwasserqualität.